# Yang Jiayu
Yang Jiayu (Wuhai, 18 de fevereiro de 1996) é uma atleta chinesa especializada na marcha atlética, campeã olímpica, mundial e recordista mundial da marcha de 20 km.
Foi medalha de ouro da prova no Campeonato Mundial de Atletismo de 2017 realizado em Londres, vencendo com um tempo de 1:26:18, seu recorde pessoal até então. Em março de de 2021 quebrou o recorde mundial com o tempo de 1:23:49, ao vencer o Campeonato de Marcha Atlética da China, seletiva chinesa para 
Tóquio 2020, realizado em Huangshan.
Tornou-se campeã olímpica ao vencer a prova em Paris 2024, com a marca de 1:25:54.